# Abandono intelectual
No Brasil o abandono intelectual é um crime tipificado no artigo 246 do Código Penal e ocorre quando o pai, mãe ou responsável deixa de garantir a educação primária de seu filho. A criminalização da conduta tem como principal objetivo coibir a prática e garantir que toda criança tenha direito à educação, auxiliando o combate à evasão escolar. No Brasil o ensino é obrigatório entre os 4 e 17 anos. Os pais ficam responsáveis por colocar as crianças na educação infantil a partir dos 4 anos e por sua permanência até os 17 (Lei de Diretrizes e Bases da Educação Nacional). O artigo 1.634 do Código Civil Brasileiro diz que compete aos pais, quanto aos filhos menores, dirigir-lhes a criação e a educação. O artigo 22 do Estatuto da Criança e do Adolescente (ECA) diz que aos pais incumbe o dever de sustento, guarda e educação dos filhos menores. E o artigo 55 do Estatuto da Criança e do Adolescente (ECA) diz que os pais ou responsáveis têm a obrigação de matricular seus filhos na rede regular de ensino.